# Leiophyllum
Leiophyllum es un género con ocho especies descritas de plantas  perteneciente a la familia Ericaceae. Se encuentra en Norteamérica.

## Taxonomía
El género fue descrito por (Pers.) R.Hedw.  y publicado en Genera plantarum 313. 1806.

## Especies
- Leiophyllum buxifolium
- Leiophyllum hugeri
- Leiophyllum lyoni
- Leiophyllum prostratum
- Leiophyllum pyrolaeflorum
- Leiophyllum pyroliflorum
- Leiophyllum serpyllifolium
- Leiophyllum thymifolium